# Dolfijn van Cuvier
De dolfijn van Cuvier, Ziphius cavirostris, is een walvisachtige uit de familie der spitssnuitdolfijnen, Ziphiidae. Het is waarschijnlijk de meest algemene spitssnuitdolfijn, en tevens de enige soort uit het geslacht Ziphius. Hij dankt zijn Nederlandse naam aan de Franse natuuronderzoeker Georges Cuvier (1769-1832), die de soort voor het eerst beschreef. De wetenschappelijke naam Ziphius is afgeleid van een fabeldier, de ziphius.

## Beschrijving
De dolfijn van Cuvier heeft een lang lichaam, en een voor een spitssnuitdolfijn vrij korte bek. De ronde meloen loopt langzaam over in de bek. De kleur is meestal grijs tot blauwgrijs, maar kan roodbruin tot zwart zijn. De kop is bleker gekleurd, soms zelfs wit, bij oudere mannetjes. Bleke plekken bevinden zich ook op de flanken en de buik, en op de rug en flanken zijn vaak littekens aan te treffen. Deze littekens worden vooral bij mannetjes aangetroffen en zijn waarschijnlijk ontstaan door gevechten met andere Cuviers of door koekjessnijders. Op twee derde van de rug bevindt zich een rugvin. Deze varieert in vorm en grootte, maar is meestal klein. Achter de kleine flippers ligt een holte, waarin de flippers worden gelegd bij het duiken.
Het dier heeft op de punt van de onderkaak twee tanden, die bij mannetjes zichtbaar kunnen zijn als de bek gesloten is. Op deze tanden groeien soms eendenmosselen. Ze worden tussen 4,7 en 7 meter lang en wegen tussen 2,03 en 3,4 ton. Pasgeboren kalveren wegen tussen 250 en 300 kg en zijn 2 tot 2,7 meter lang.

## Gedrag en verspreiding
De dolfijn van Cuvier komt wereldwijd voor, waar hij vooral in de diepzee leeft. Hij jaagt op pijlinktvissen en op diepzeevissen. Hij duikt kaarsrecht naar beneden. Bij waarnemingen  van dieren met een zender werd een duikdiepte van 2992 meter gemeten en een duiktijd van 2 uur 17 minuten. In 2020 werd bekend dat een exemplaar drie uur en 42 minuten onder water was gebleven. Daarmee is de dolfijn van Cuvier, voor zover bekend, het diepst duikende en langst onder water blijvende zoogdier.
De dieren brengen een groot deel van de dag door met duiken. Gemiddeld zevenmaal per dag duiken ze 1 à 2 kilometer diep. Tussendoor duiken ze nog een aantal keer 50 à 800 meter diep, met telkens 2 à 3 minuten rusttijd aan het oppervlak. 's Nachts rusten ze regelmatig een half uur aan de oppervlakte.
Meestal wordt deze soort waargenomen in kleine groepjes van drie tot twaalf, soms tot vijfentwintig dieren. Ook worden solitaire oudere mannetjes waargenomen. Het dier kan ca. 60 jaar oud worden.
Doordat hij vooral ver van de kust, diep in de zee leeft, is er over de soort weinig bekend. De meeste informatie is gekomen van gestrande exemplaren. Regelmatig wordt het dier ook op volle zee aangetroffen: in de oostelijke tropische Stille Oceaan is het de meest waargenomen walvisachtige van zijn grootte. Dit is de spitssnuitdolfijn die het vaakst wordt aangetroffen bij strandingen. Strandingen van deze soort komen wereldwijd voor, in zowel de Atlantische, Grote als Indische Oceaan, van de Shetlandeilanden tot Vuurland.

## Bescherming
Door zijn verborgen levenswijze is weinig bekend over de aantallen en trends. De soort wordt een enkele keer door Japanse walvisvaarders gedood, maar raakt ook regelmatig verstrikt in visnetten. Waarschijnlijk is de soort gevoelig voor lawaai, aangezien in 'luidruchtige' zeeën als de Middellandse Zee het aantal strandingen groter is dan in andere zeeën en ook bij militaire oefeningen het aantal strandingen groter wordt.